# حصار طرابلس (1271)

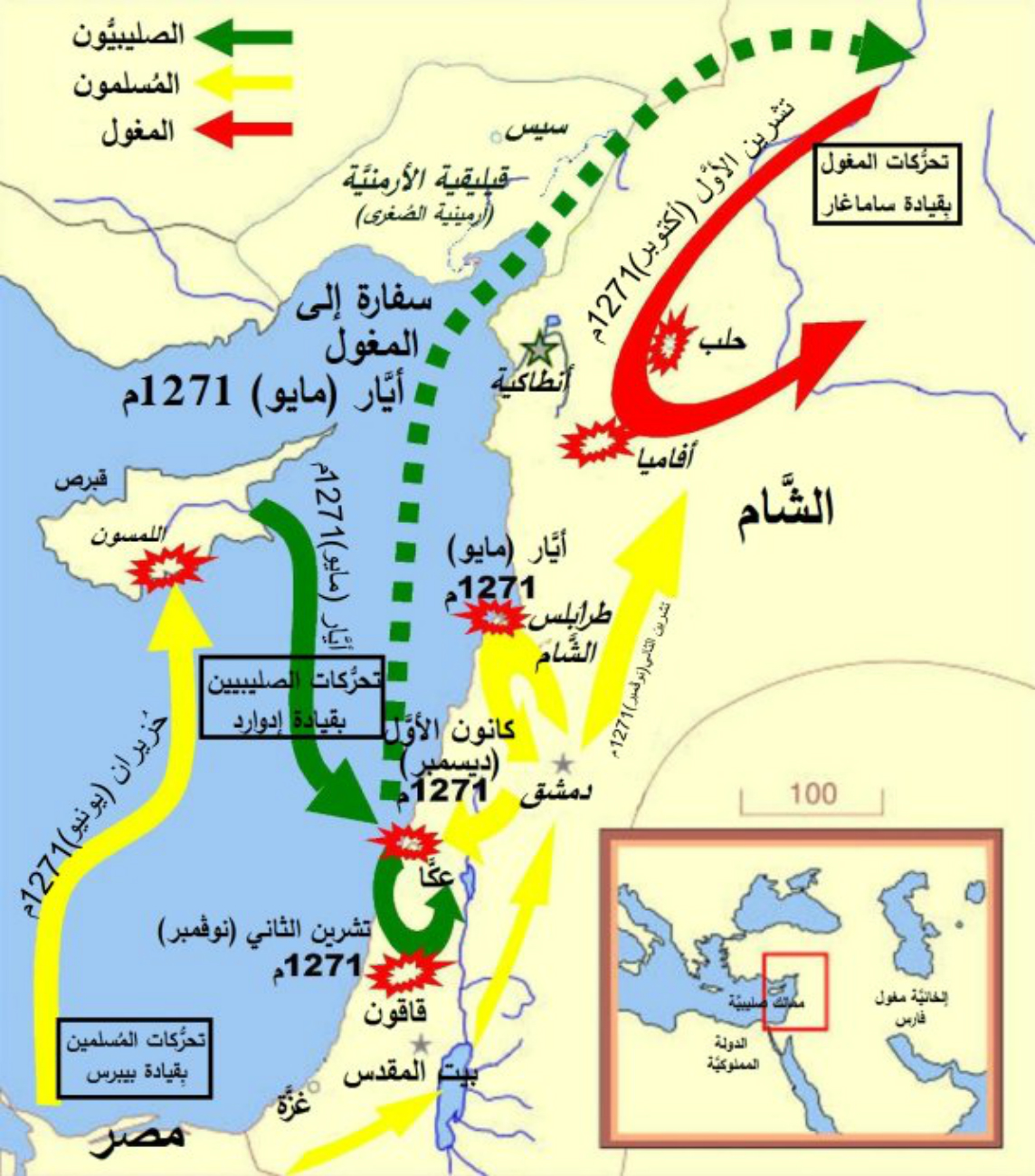
حصار بيبرس لبوهند السادس في طرابلس انتهى في مايو 1271 عند وصول إدوارد الأول بلاد الشام، بادءاً الحملة الصليبية التاسعة.

بدأ حصار طرابلس عام 1271 من قبل حاكم المماليك بيبرس ضد الحاكم الفرنج لإمارة أنطاكية ومقاطعة طرابلس، بوهيموند السادس. أعقبت سقوط أنطاكية في عام 1268، وكانت محاولة من المماليك لتدمير الولايات الصليبية في أنطاكية وطرابلس تمامًا.

## خلفية
في منتصف القرن الثالث عشر، كان الصليبيون يفقدون الأرض بثبات، وكانوا محاصرين بين القوات المتقدمة من المماليك المصريين من الجنوب، والإمبراطورية المغولية المتقدمة من الشرق، في حوالي عام 1260، قام بوهيموند السادس، تحت تأثير والد زوجته، الملك هيثوم الأول ملك أرمينيا، بتقديم أنطاكية وطرابلس إلى الإمبراطورية المغولية، مما جعلها دلة واسعة المساحة وساهمتا في أنتصار القوات المغولية، في معاركهما ضد المسلمين. حقق المغول انتصارات دراماتيكية في بلاد فارس وسوريا، مما أدى إلى تدمير الخلافة العباسية والأيوبية بشكل فعال، وتسبب في تحول في القوة الإسلامية إلى المماليك المصريين في القاهرة.
طلب بوهيموند السادس هدنة ، حتى لا يخسر طرابلس أيضًا. استهزأ به بيبار بسبب افتقاره إلى الشجاعة ، وطلب منه دفع جميع نفقات حملة المماليك. حيث قام بوهيموند برفض العرض ، وكان المماليك قد استولوا على كل قلعة الفرنجة الداخلية ، لكن المماليك سمعوا تقارير عن وصول الحملة الصليبية التاسعة ، بقيادة الأمير الذي سيكون فيما بعد إدوارد الأول ملك إنجلترا. هبط إدوارد في عكا في 9 مايو 1271 ، حيث انضم إليه بوهيموند وابن عمه هيو ملك قبرص والقدس. 
قبل بيبرس عرض بوهيموند السادس بهدنة في مايو ، وتخلى عن حصار طرابلس ، وبدلاً من ذلك ركز قواته في داماس ، تحسباً للمعارك المستقبلية. حيث إدوارد بمحاولة لتنسيق تصرفاته مع المغول ، لكنه لم يكن ناجحًا لأن المغول كانوا منشغلين بالنزاعات الداخلية ، وكانت قوات إدوارد صغيرة جدًا وغير فعالة إلى حد ما. لذلك اختار التفاوض على هدنة خاصة به مع المماليك ، قبل أن يعود إلى إنجلترا.

## النتائج

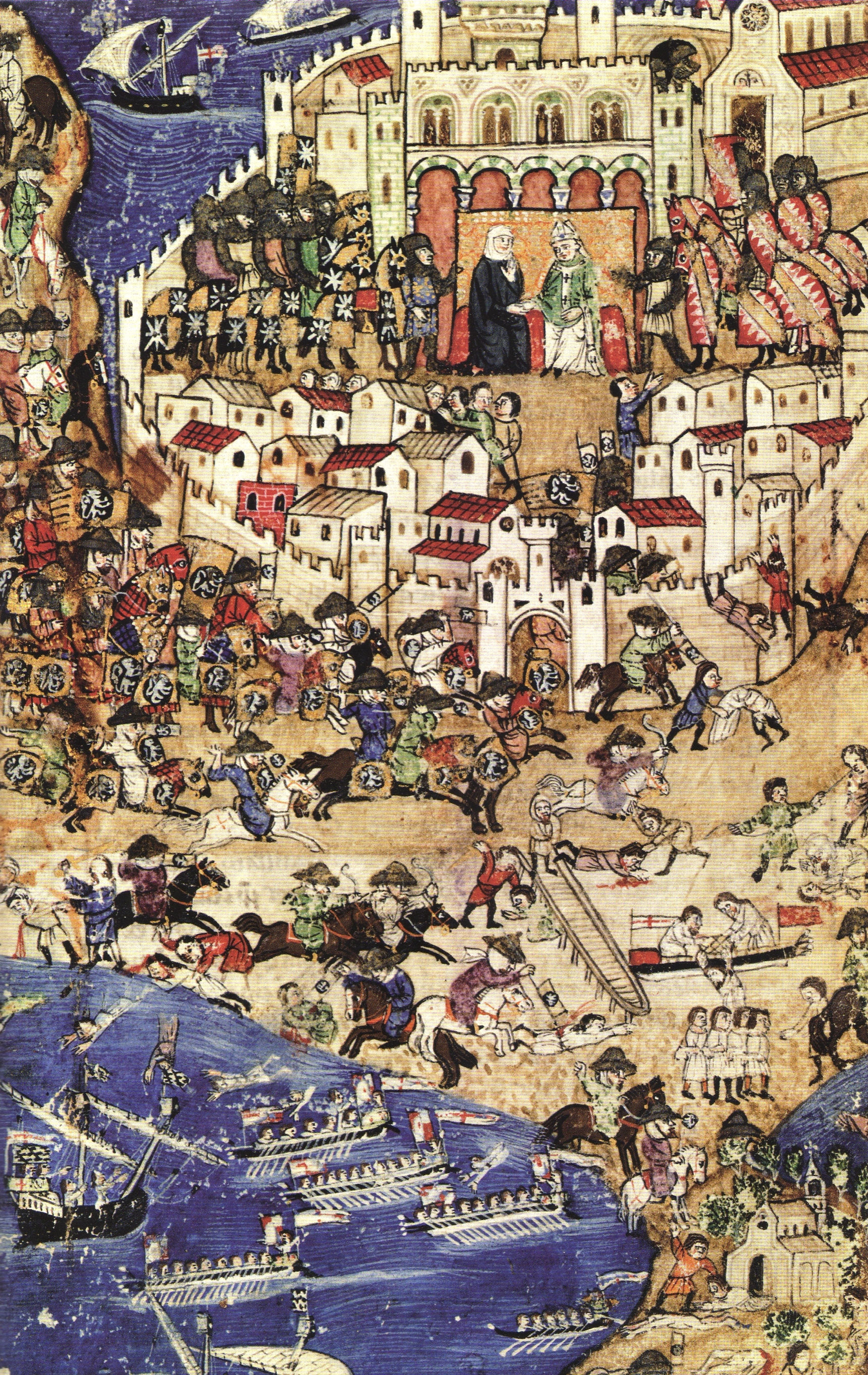
لوحة تمثل سقوط طرابلس الصليبية بيد المماليك

كان الهجوم الرئيسي على طرابلس عام 1289 شنه السلطان المملوكي قلاوون، الذي خطط بنجاح لإسقاط وتدمير الدويلة الصليبية. بعدها رسم خطط للاستيلاء على المعقل الصليبي الرئيسي، عكا، لكنه توفى عام 1290. سقطت عكا عام 1291 على يد ابنه، السلطان الأشرف خليل بن قلاوون.